# Adeline Harris Sears
Adeline Harris Sears (Arcadia, Rhode Island, 7 de abril de 1839 - Providence (Rhode Island), 10 de maio de 1931) foi uma quilter americana.

## Biografia
Adeline Harris Sears nasceu em Arcadia, Rhode Island, em 1839, e era a filha mais nova de James Toleration Harris e Sophia Knight. A sua família era dona de várias propriedades industriais têxteis. Ela casou com o clérigo Lorenzo Sears (1939-1916) em 1866, e juntos tiveram quatro filhos, dos quais só um sobreviveu até à idade adulta: Sophie.

## Obra
A sua obra mais conhecida é uma colcha, iniciada em 1856, quando Adeline Harris tinha 17 anos, e terminada cerca de 1867. A colcha inclui blocos com autógrafos das celebridades e políticos conhecidos da época, incluindo os escritores Ralph Waldo Emerson, Charles Dickens, Washington Irving, Nathaniel Hawthorne, Henry Wadsworth Longfellow, Julia Ward Howe, Harriet Beecher Stowe, William Cullen Bryant e oito presidentes dos Estados Unidos; Abraham Lincoln, Andrew Johnson, Martin Van Buren, John Tyler, Millard Fillmore, Franklin Pierce, James Buchanan e Ulysses S. Grant. De acordo com a tradição familiar, Adeline Harris Sears adquiriu a assinatura de Lincoln pessoalmente, e pensa-se que terá dançado com o presidente no baile da sua inauguração. Outras figuras representadas incluem os congressistas norte-americanos Elihu B. Washburne e John Sherman, de Ohio. A colcha contém 360 blocos com assinaturas, e 1840 peças de seda com 150 padrões e cores diferentes.

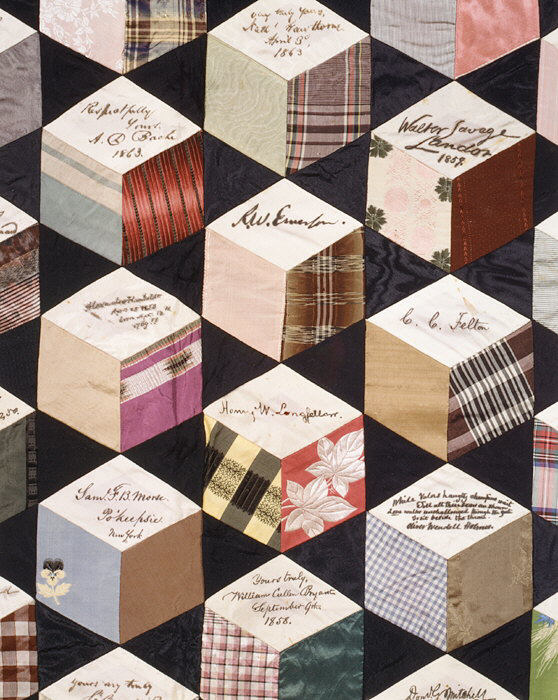
Detalhe da colcha com assinaturas

A colcha foi adquirida pelo Museu Metropolitano de Arte em 1995. Agora intitulada "Quilt, Tumbling Blocks with Signatures pattern", foi apresentada na exposição do Anna Wintour Costume Center em 2021-2022: "In America: Lexicon of Fashion" e forneceu a inspiração para o seu design de exibição arquitectónica de interiores.

## Galeria

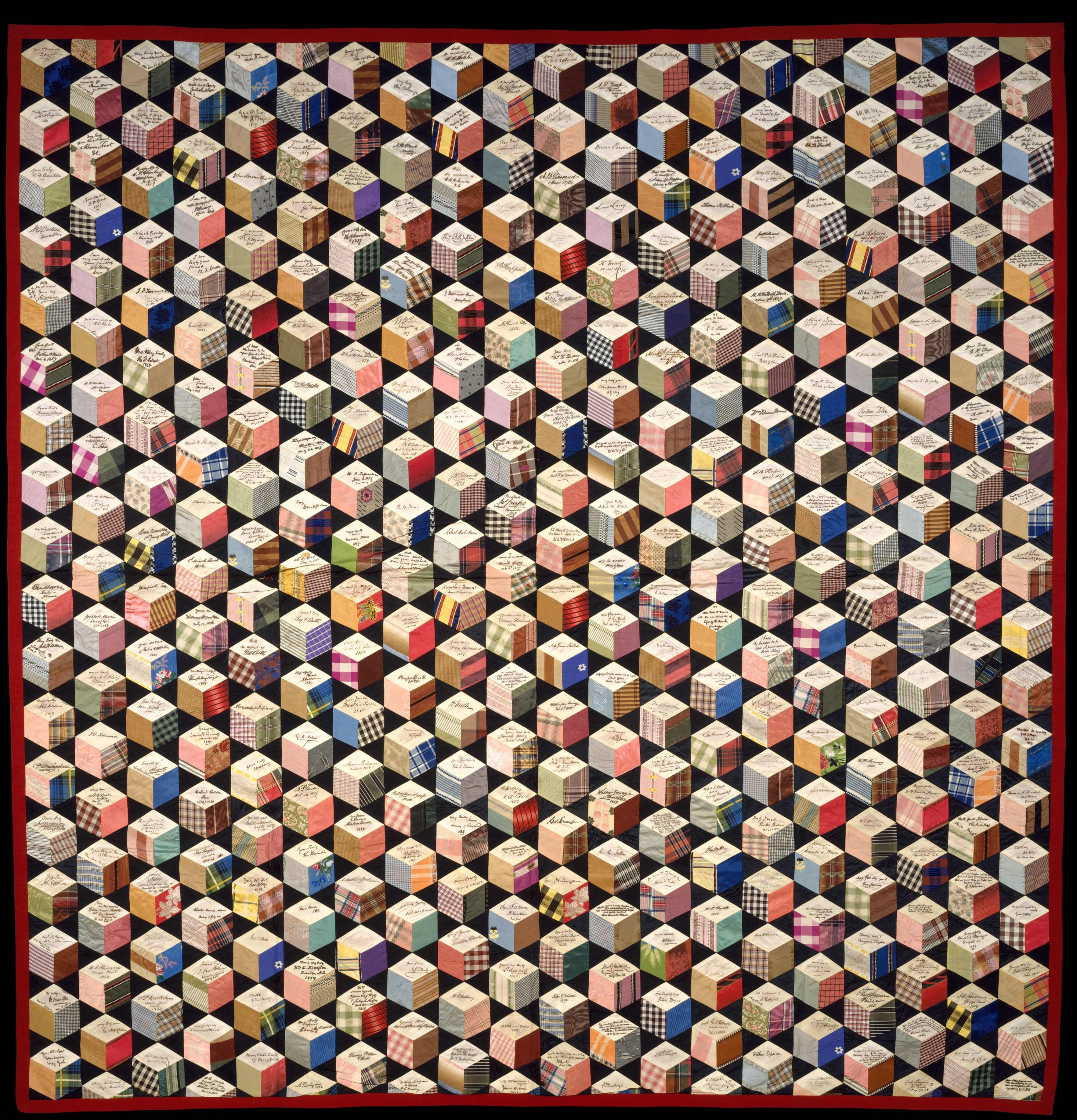
A colcha "Tumbling Blocks"
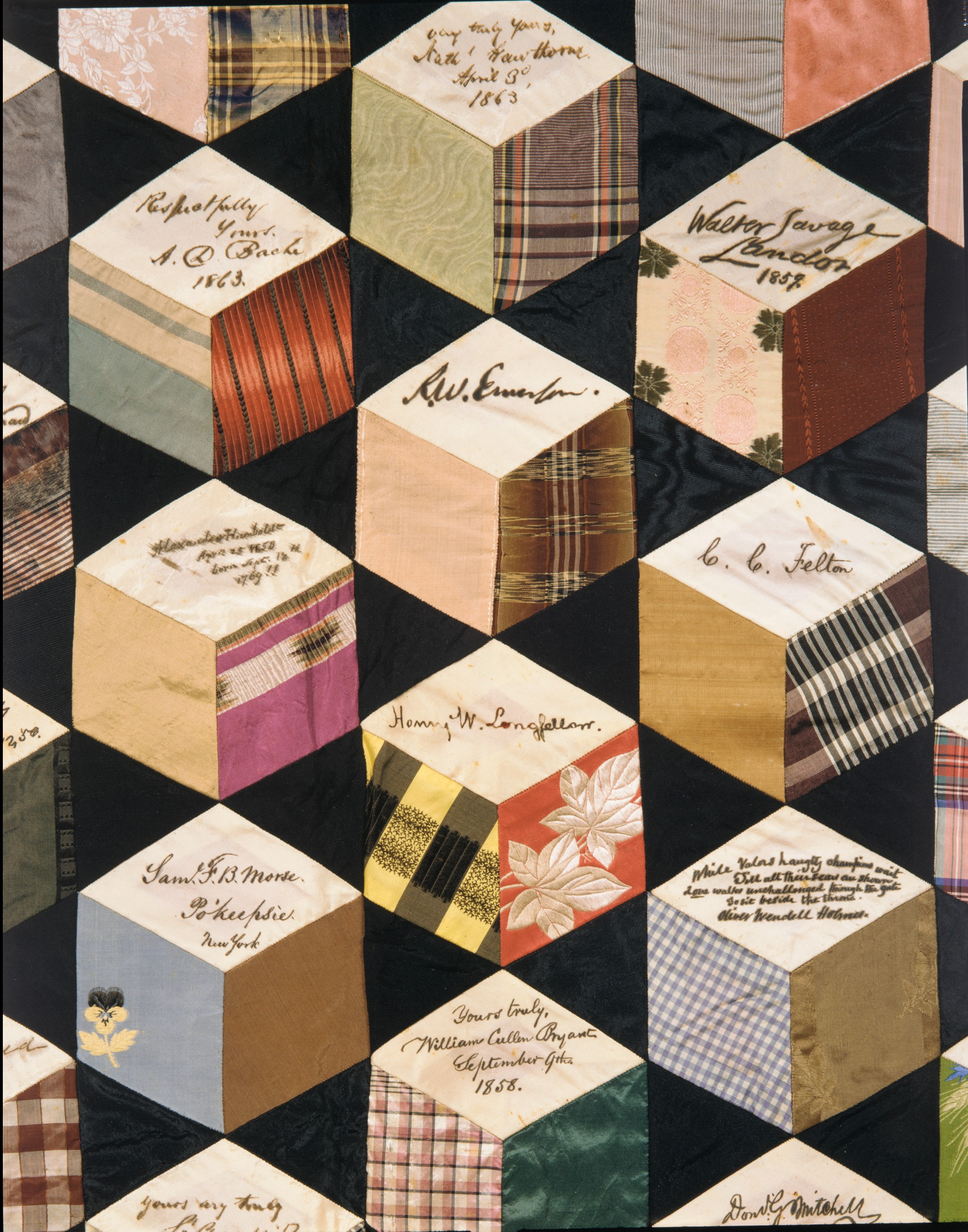
Detalhe da colcha